# Chrysococcyx xanthorhynchus
El cuclillo violeta (Chrysococcyx xanthorhynchus) es una especie de ave cuculiforme de la familia Cuculidae que vive en Asia. 

## Hábitat y distribución
Su hábitat natural son es el bosque húmedo y los bosques de manglares tropicales y subtropicales. Puede encontrarse en Bangladés, Bután, Brunéi, Camboya, China, India, Indonesia, Laos, Malasia, Birmania, Filipinas, Singapur, Tailandia y Vietnam. Su población no ha sido cuantificada, aunque se considera poco común salvo en lugares concretos de su hábitat.